# Johannes Thomas
Johannes Thomas (n. 11 septembrie 1949, Dresda, Zona de ocupație sovietică) este un timonier ce a reprezentat Republica Democrată Germană, medaliat olimpic. A participat la o ediție a Jocurilor Olimpice (1976) în care a câștigat o medalie de argint.

## Participări
Lista de mai jos prezintă principalele competiții la care a participat Johannes Thomas de-a lungul carierei.
- rowing at the 1976 Summer Olympics – men's coxed four[*][3]